# Kopi luwak
Il kopi luwak (pronuncia indonesiana: [ˈkopi ˈlu.aʔ]) è un tipo di caffè prodotto con chicchi di bacche ingerite (e solo parzialmente digerite) e poi defecate dallo zibetto delle palme comune. Il nome deriva dall'indonesiano kopi, caffè, e luwak, nome locale di questo viverride. In lingua malese è noto come kopi musang. In vietnamita ca-pe-chon. Nelle Filippine è chiamato kape alamid. In lingua inglese rat-ape.

## Storia
Nel XIX secolo, quando l'Indonesia era una colonia olandese, ai lavoratori locali impiegati nelle piantagioni di caffè era vietato il consumo del prodotto. Questi iniziarono quindi a recuperare, lavorare e consumare le bacche di caffè ingerite e defecate dal musang. Più tardi il consumo si estese agli stessi colonizzatori olandesi, poiché gradirono il particolare sapore del kopi luwak.

## Caratteristiche

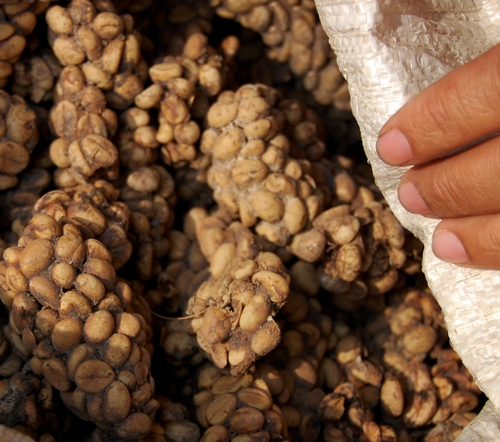
Bacche di kopi parzialmente digerite dal Musang

Le bacche del caffè sono parte integrante della dieta dell'animale, così come insetti, piccoli mammiferi, piccoli rettili, uova e nidi di uccelli. I chicchi della bacca di caffè non vengono digeriti ed il passaggio nell'intestino dell'animale rende il kopi luwak un caffè con un aroma caratteristico, dotato di una minore percezione del gusto amaro ed un retrogusto di cioccolato e di selvatico.
Secondo alcuni critici il kopi luwak in realtà non ha alcuna caratteristica particolare e l'interesse verso di esso è dovuto al prezzo ed al metodo di produzione. Ad esempio Tim Carman del Washington Post in un articolo ha definito il Kopi Luwak "a cup of coffee as flavorless as wet cardboard" ("una tazza di caffè insapore come del cartone bagnato").

## Costo

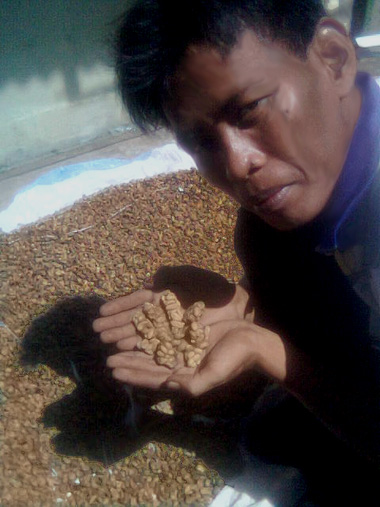
Bacche già digerite, prima di essere pulite e tostate

Il Kopi Luwak è uno dei tipi di caffè più rari e costosi al mondo: negli Stati Uniti è arrivato a costare diverse centinaia di dollari alla libbra. Nel 2008 era venduto a 324 sterline al chilo e, miscelato con caffè Jamaican Blue Mountain, a 50 sterline alla tazza. Nel 2012 era in vendita ad un prezzo di 130 dollari all'etto. La vendita avviene principalmente in Asia Orientale (Giappone e Corea del Sud), Europa e Stati Uniti.

## Trattamento degli animali
Contemporaneamente alla diffusione del kopi luwak stanno aumentando le preoccupazioni in merito alle condizioni degli animali catturati ed impiegati per la produzione del caffè. Inizialmente, i semi di caffè erano raccolti dagli escrementi degli animali selvatici ma l'insolito processo produttivo e la rarità ne hanno determinato ben presto un aumento di prezzo. Quindi, nel sud-est asiatico sono sorti allevamenti intensivi di zibetti tenuti in gabbia in batteria e alimentati forzatamente.
Secondo Chris Shepherd dell'ONG Traffic "Le condizioni sono pessime, simili a quelle dei polli in batteria. Gli zibetti vengono catturati e devono affrontare condizioni terribili. Lottano per stare assieme ma sono divisi e devono sopportare una dieta povera e gabbie minuscole. Il tasso di mortalità è altissimo e per alcune specie di zibetti c'è un rischio di conservazione. È una spirale fuori controllo”.
Lo stesso Tony Wild, il commerciante di caffè che ha fatto scoprire all'occidente il kopi luwak, ha deciso di non sostenere questo metodo di produzione per la crudeltà sugli animali e ha lanciato la campagna "Cut the Crap" per fermarne l'utilizzo. In seguito alla campagna a fine 2013 il grande magazzino Harrods ha temporaneamente ritirato il prodotto dai propri scaffali e cambiato fornitori.

Zibetti in gabbia
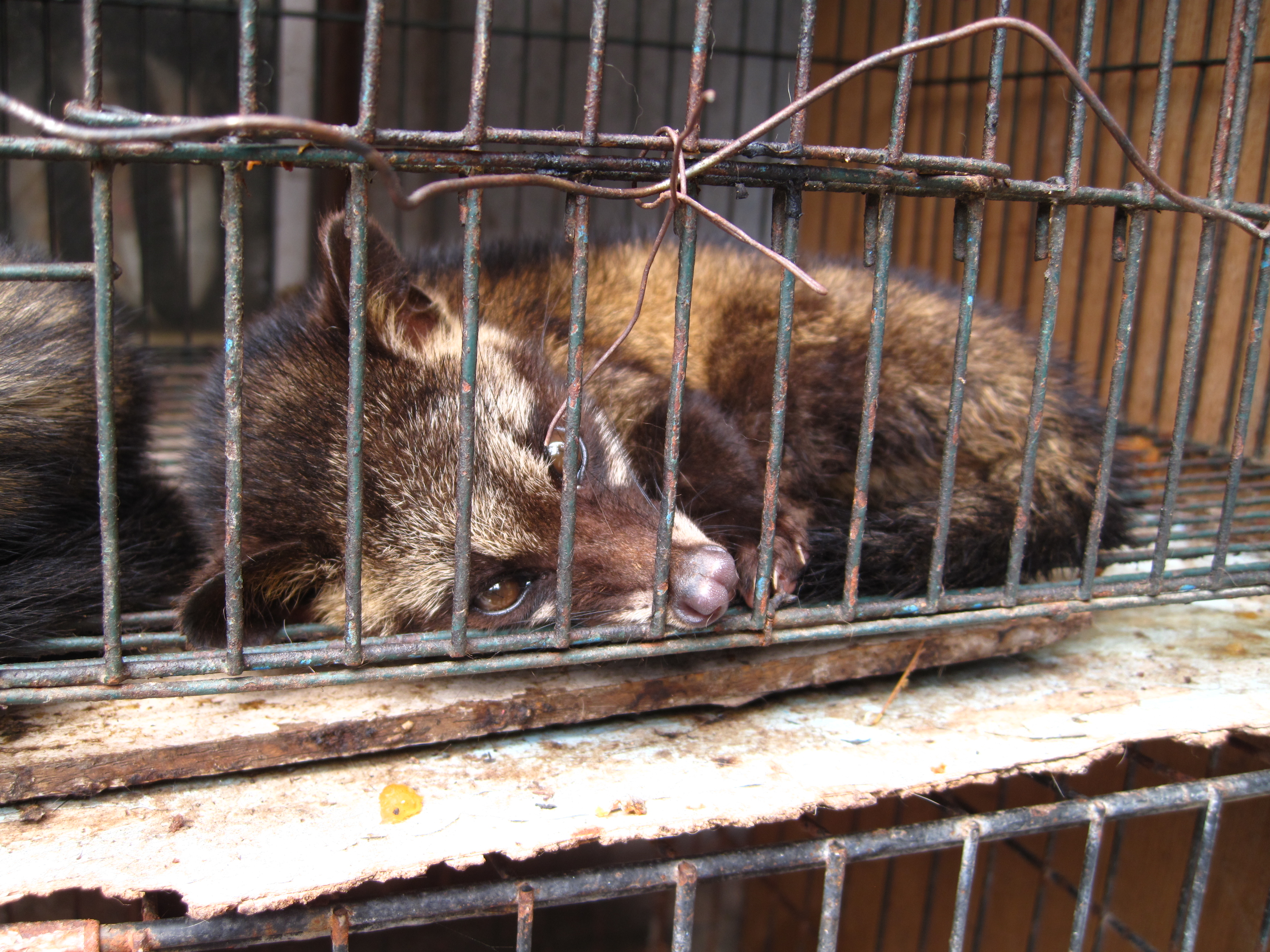
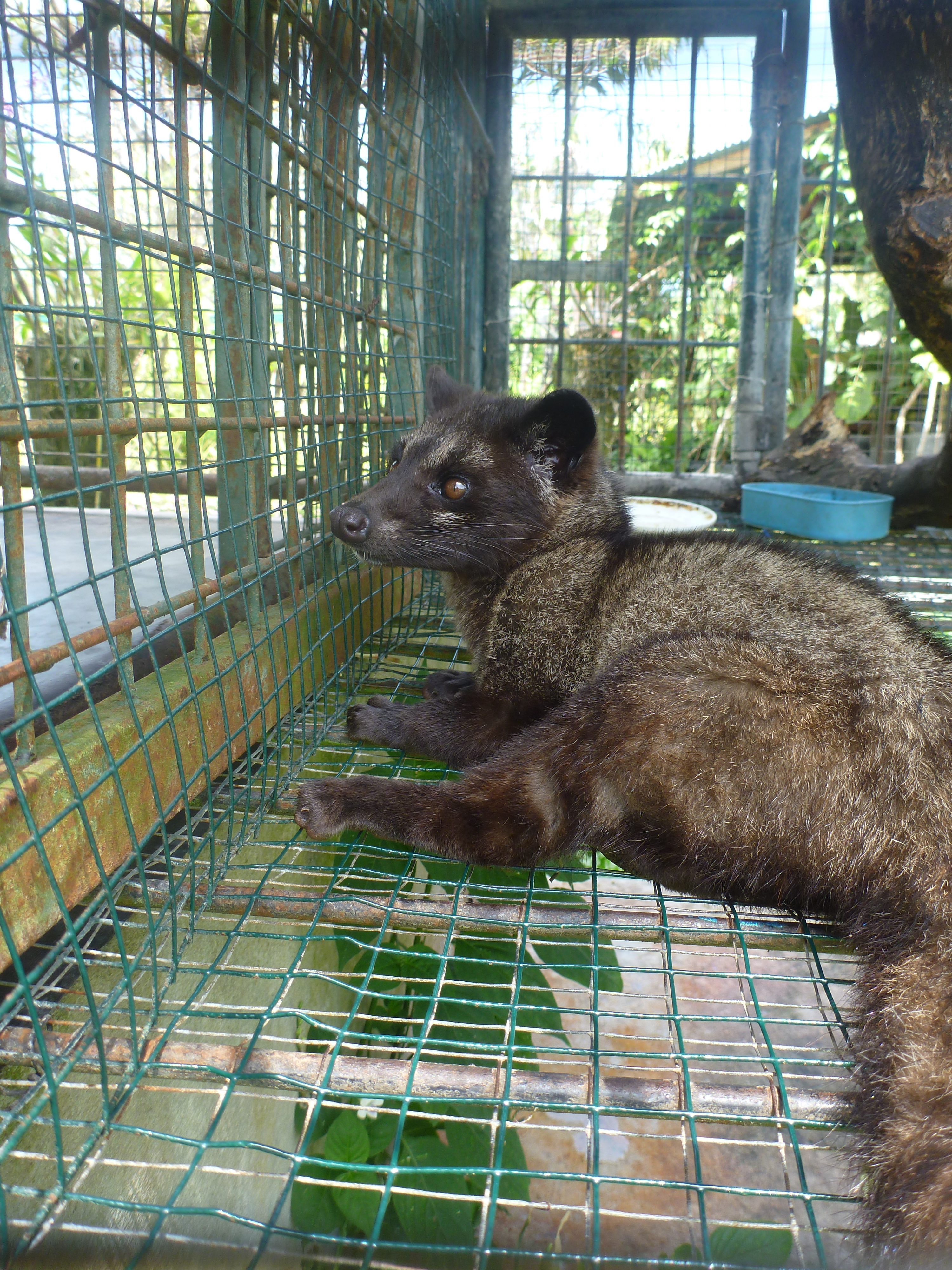

## Nella cultura di massa
La bevanda è citata nel film Non è mai troppo tardi (dove Edward Cole, interpretato da Jack Nicholson, ne è un compiaciuto bevitore), nell'episodio Una meravigliosa bugia (2x12) della serie tv Gossip Girl, nell'episodio L'ultima risata (3x20) della serie tv CSI - Scena del crimine, nell'episodio Comando: Cancella (7x06) della serie tv Elementary, nell'episodio Gourmet Detective della serie tv Gourmet Detective e nell'episodio (1x17) dell'anime Great Pretender.
Nel videogioco Judgment per PS4 si può gustare virtualmente al café Alps. Bisogna risolvere alcuni indovinelli sul caffè e dopo aver risolto l'ultimo un dipendente del locale vi offrirà un Kopi Luvak spiegando come viene prodotto. Nel gioco si dice che questo caffè possa costare 30.000 yen all'etto e 10.000 yen per una tazzina.
Nel libro di Sandrone Dazieri Uccidi il padre, Dante Torre offre un caffè alla vicequestore Colomba Caselli cui aggiunge alcuni semi di Kopi Luvak per aromatizzare la tazzina.
Nel manga di Paru Itagaki Beastars, nel volume 17 al capitolo 145 ("Un corpo privo di intimità") il kopi luwak viene offerto dallo zibetto Deshico ai membri della Shishigumi, a Louis e Legoshi durante una conversazione su Melon. Nel mondo del manga ha l'effetto di stimolare gli istinti predatori dei carnivori.
Nel libro di Simona Sparaco Equazione di un amore a pag. 297 (Giunti Editore, collana "Le chiocciole") uno dei personaggi sorseggia una tazza di kopi fumante.